# ليوناردو جيل
ليوناردو جيل (بالإسبانية: Leonardo Gil)‏ هو لاعب كرة قدم أرجنتيني في مركز الوسط لعب سابقاً لصالح نادي الاتحاد السعودي .

## وصلات خارجية
- ليوناردو جيل على موقع إي إس بي إن إف سي (الإنجليزية)
- ليوناردو جيل على موقع قاعدة بيانات كرة القدم.إي يو (الإنجليزية)
- ليوناردو جيل على موقع Soccerway.com (الإنجليزية)
- ليوناردو جيل على موقع عالم كرة القدم.نت (الإنجليزية)
- ليوناردو جيل على موقع AS.com (الإسبانية)